# Voisins gênants

Voisins gênants (ou Méfiez-vous d'un voisin gênant) est un film muet français réalisé par Jean Durand et sorti en 1911.

## Fiche technique
- Réalisation et scénario : Jean Durand
- Société de production : Pathé Frères
- Pays : France
- Format : Muet - Noir et blanc - 1,33:1 - 35 mm
- Genre :  Comédie
- Durée : inconnue
- Date de sortie : 
  -  France - 1911

## Distribution
- Lucien Bataille
- Gaston Modot